# Caledonia megye
Caledonia megye az Amerikai Egyesült Államokban, azon belül Vermont államban található. Megyeszékhelye és legnagyobb városa St. Johnsbury. Lakosainak száma 30 233 fő (2020. április 1.). Caledonia megye Orleans, Essex, Grafton, Washington, Orange és Lamoille megyékkel határos.

## Népesség
A megye népességének változása:
| Lakosok száma | 31 187 | 31 142 | 31 084 | 31 157 | 30 780 | 30 233 |
|               | 2010   | 2011   | 2012   | 2013   | 2015   | 2020   |